# 扶筐五
天龍座48，又名BD+57 1922，HD 176408、SAO 31284、HR 7175，是天龍座的一颗恒星，视星等为5.66，位于銀經87.87，銀緯22.02，其B1900.0坐标为赤經18h 55m 3.5s，赤緯+57° 22.02′ 56″。